# Da Estremadura (boletim)
Da Estremadura: boletim da Junta de Província da Estremadura foi uma publicação de periodicidade anual, editada entre 1938 e 1940, que nasceu nos tempos em que cada província era gerida por uma junta. Foi portanto o boletim concebido e editado pela Junta de Província da Estremadura (atual Assembleia Distrital de Lisboa), cujo objetivo era a publicação dos assuntos (sobretudo de ordem administrativo) de maior interesse, que marcavam  o ano em cada concelho, pelo que o boletim conta com um colaborador por cada concelho. De realçar um particular enfase dado às obras que colocariam em pedestal o regime político de então, e seus intervenientes.  O seu seguimento recebe uma alteração no título, passando a designar-se pelo que anteriormente era o seu subtítulo, ou seja, Boletim da Junta de Província da Estremadura, publicado entre 1943 e 1959.